# يوفنتوس موسم 1999–2000
كان موسم 1999–2000 هو الموسم الـ102 في تاريخ نادي يوفنتوس لكرة القدم والموسم الـ98 على التوالي في دوري الدرجة الأولى الإيطالي لكرة القدم.